# Organització mundial de metges de família
La World Organization of National Colleges, Academies (WONCA) que traduït seria Organització mundial de col·legis i acadèmies nacionals, i que correspon al nom llarg seria Academic Associations of General Practitioners/Family Physicians (Associacions d'acadèmies de metges generals i de família) i en curt World Organization of Family DoctorsOrganització, o sia: l'Organització mundial de metges de família. És una organització internacional de col·legis nacionals, acadèmies i organitzacions interessades en l'àmbit acadèmic de la medicina de família. La WONCA va ser fundada el 1972.
Tot i que la sigla de WONCA és difícil d'explicar, és la comunament utilitzada. La WONCA és una organització afiliada a l'Organització Mundial de la Salut (OMS).

## Comitè de classificació internacional de la WONCA
El Comitè internacional de classificació de la WONCA (WICC) ha elaborat la Classificació Internacional d'Atenció Primària (CIAP), un sistema de codificació clínica d'atenció primària de salut.